# Hylodesmum repandum
Hylodesmum repandum ist eine Pflanzenart aus der Gattung Hylodesmum innerhalb der Familie der Hülsenfrüchtler (Fabaceae). Ihr Verbreitungsgebiet liegt in den Tropen und Subtropen der Alten Welt und reicht von Westafrika bis nach Ostasien.

## Beschreibung

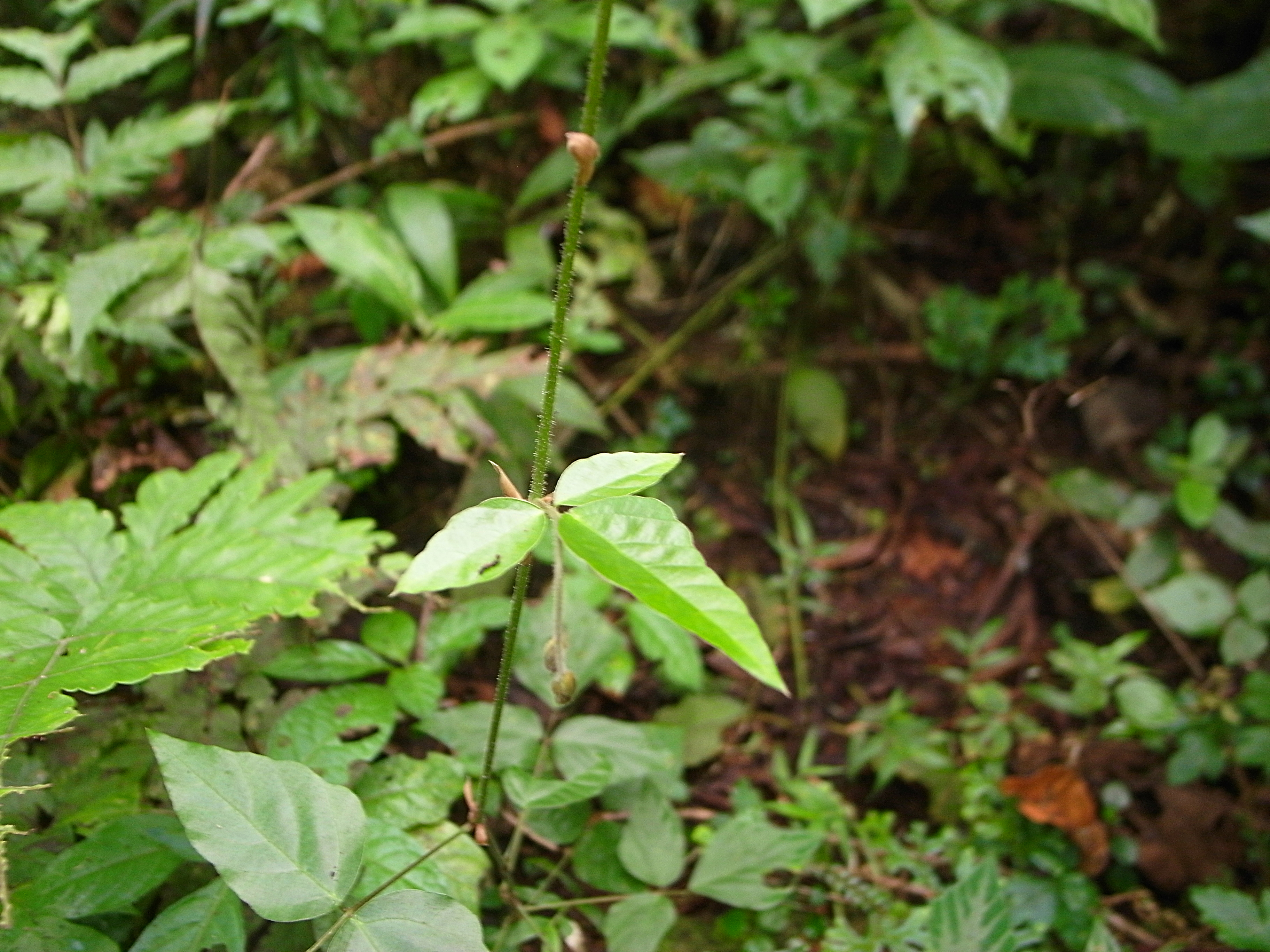
Stängel und Laubblätter

### Vegetative Merkmale
Hylodesmum repandum ist ein aufrecht wachsender Halbstrauch und erreicht Wuchshöhen von 50 bis 150 Zentimeter. Der Stängel ist behaart.
Die Laubblätter sind in Blattstiel und -spreite gegliedert. Der 3 bis 9 Zentimeter lange Blattstiel ist behaart. Die Blattspreiten besitzen drei Fiederblättchen. Die Fiederblättchen sind bei einer Länge von 5 bis 8 Zentimeter und einer Breite von 3,5 bis 6 Zentimeter rhombisch bis eiförmig. Sie sind beidseitig leicht bis dicht mit anliegenden Haaren besetzt, besonders dicht auf der achsabgewandten Nervatur. Der Blattgrund ist keilförmig, der Blattrand gewellt, das obere Ende zugespitzt.

### Generative Merkmale
Die Blütezeit reicht in China von Juni bis November. Der meist endständige, achselbürtige, traubige, gelegentlich eine risige Blütenstand ist 15 bis 30 Zentimeter lang. Der Blütenstiel ist 1,5 bis 3 Zentimeter lang, mit abstehenden geraden oder hakenförmigen Haaren.
Die zwittrige Blüte ist zygomorph und fünfzählig mit doppelter Blütenhülle. Der Kelch ist 2,5 bis 3,5 Millimeter lang, ebenso lang oder länger als die Röhre. Die rote bis orangefarben-rote Krone ist bei einer Länge von 8 bis 10 Millimeter sowie einer Breite von 7 bis 8 Millimeter meist breit-elliptisch und kurz genagelt. Die genagelten Flügel sind bei einer Länge von etwa 7 Millimeter sowie einer Breite von etwa 2 Millimeter breit schmal-elliptisch. Das Schiffchen ist ebenfalls genagelt, 10 Millimeter lang und 3 Millimeter breit.
Die Hülsenfrucht besitzt oft drei oder vier Fächer.
Die Chromosomenzahl beträgt 2n = 22.

## Verbreitungsgebiet
Ihr Verbreitungsgebietreicht durch die Tropen und Subtropen der Alten Welt von West- über Südafrika bis nach China und Neuguinea.

## Systematik
Die Erstbeschreibung erfolgte 1791 unter dem Namen Hedysarum repandum durch Martin Vahl in Symbolae Botanicae, Band 2, Seite 82. Sie wurde 1819 durch Jean Louis Marie Poiret in G. Cuvier: Dictionnaire des sciences naturelles, 2. Auflage, Band 13, Seite 109 als Desmodium repandum (Vahl) Poir. in die Gattung Desmodium gestellt. Hiroyoshi Ohashi und Robert Reid Mill platzierten sie im Jahr 2000 dann als Hylodesmum repandum (Vahl) H.Ohashi & R.R.Mill in Edinburgh Journal of Botany, Band 57, Seite 185 in die Gattung Hylodesmum.